# Ignazio Abate
Ignazio Abate, född den 12 november 1986 i Sant'Agata de' Goti, Kampanien, Italien, är en italiensk fotbollsspelare. Han har tidigare spelat för bland annat Milan.

## Landslagskarriär
Mellan 2006 och 2009 spelade Abate tio matcher för det italienska U21-landslaget.

## Meriter
Milan
- Serie A: 2010/2011
- Italienska supercupen: 2011